# Copa Unión de la Asociación de Football de Santiago 1913
La Copa Unión de la Asociación de Football de Santiago 1913 fue la 11.º edición de la primera categoría de la Asociación de Football de Santiago, competición de fútbol de carácter oficial y amateur de la capital de Chile, correspondiente a la temporada 1913.

## Formato de Competición
Su organización estuvo a cargo de la Asociación de Football de Santiago y contó con la participación de ocho equipos. La competición se disputó bajo el sistema de todos contra todos, en una sola rueda.
El campeón fue Magallanes, que se adjudicó su segundo título de la Asociación de Football de Santiago. Además de recibir la Copa Unión, el club obtuvo una foto del equipo que compitió aquel año.

## Equipos participantes
En la edición participaron inicialmente 10 equipos, todos de la ciudad de Santiago. Durante el desarrollo del mismo, se retiraron Santiago y Chile-Argentina.
| Equipo             |
| ------------------ |
| Arco Iris          |
| Chile-Argentina    |
| Gimnástico         |
| Internado          |
| Magallanes         |
| Morning Star       |
| Santiago           |
| Santiago Badminton |
| Small Star         |
| Wellington         |

## Clasificación
| Pos. |  | Equipo             | Pts. |
| ---- |  | ------------------ | ---- |
| 1    |  | Magallanes         | 14   |
| 2    |  | Arco Iris          | 10   |
| 3    |  | Gimnástico         | 10   |
| 4    |  | Wellington         | 10   |
| 5    |  | Morning Star       | 5    |
| 6    |  | Internado          | 4    |
| 7    |  | Santiago Badminton | 3    |
| 8    |  | Small Star         | 0    |
|      |  | Santiago           |      |
|      |  | Chile-Argentina    |      |

| Campeón Magallanes |
| 2.do título        |